# THE不眠SHOW
『THE不眠SHOW』（ザふみんショー）は、X-TV連載の筧昌也作のウェブコミック。現在、第一部が終了し、第二部『睡眠グ・クラブ編』として復活する予定。

## あらすじ
新宿フミオは少し前から原因不明の不眠症に悩まされていた。これはフミオのクマがなくなるまでの物語。

## 登場人物
新宿フミオ（しんじゅく ふみお）
30歳。本作の主人公。安眠枕のセールスマン。課長には「クマがあったら説得力がない!」と怒られる。怖いものはドアポストに入る朝刊の音。好きなものはテレビ朝日の女子アナ。少し前から不眠症に悩まされている。目の下のクマが乳首にまで到達し、さらに伸びサスペンダーのようになった。ついには足の指先にまで達した。羊を数えて寝る、フランス映画を見る、などあらゆる手を尽くしたが、失敗に終り、いまだ不眠症は治っていない。睡魔（スイマー）により、睡眠具・クラブへ連れて行かれる。
渋谷まどか（しぶや まどか）
フミオと同じ会社ANMING 営業部。社で一番の美女。フミオがひそかに好意を寄せている。好きな俳優はクォン・サンウ。意外と巨乳。
ウサギネコ
フミオが愛用しているペット。作者はウサギのつもりで書いたが沢山の人にネコのベッドといわれ急遽「ウサギネコ」という新種だと設定。職業はベッド。好きな芸人は神奈月。尻尾の部分をおすとアロマの香りが出るという機能をもっているがフミオはまだ知らない。人気投票では一位を獲得した。
朝売りセールスマン（あさうりセールスマン）
好きなモデルは田丸麻紀。きているスーツは横山やすしと同じモノ。レギュラー登場の予定だったが降板。顔が太陽のようになっている。
水野虎舞朗（みずの とらぶろう）
水道修理任。居酒屋で酔っぱらうと「自分の仕事は水商売」とオヤジギャクを言うのがクセ。好きな女優は三船美佳。
白羊（はくよう）
見た目はヤギだが手紙を食べる羊でヤギではない。
中野・ブロード・植以（なかの ぶろーどうえい）
映画鑑賞が趣味のフミオの大学時代からの友人。実はハーフ。
池袋西ロ朗（いけぶくろ にしろろう）
睡眠科の医師。昔、抱き枕セールスマンだったが、競争社会のストレスで不眠症になる。眠れない時間に睡眠の勉強をし、医院を開いた。フミオに催眠術をかけて不眠症を治そうとするが失敗。
五反田アリサ（ごたんだ アリサ）
謎の美人マッサージ師。好きな芸人は博多華丸。フミオにマッサージをする。
抱かれ枕
フミオの部屋に突如として出現した、謎の女性（?）。
睡魔（スイマー）
睡眠グ・クラブなる組織に所属するスイマー。実はフミオの兄で、フミオの不眠症をなおすためにやって来た。